# La Iberia Musical
La Iberia Musical fue una publicación periódica editada en Madrid a lo largo de 1842, durante el reinado de Isabel II.

## Historia
Editada en Madrid, esta publicación fue impresa en un establecimiento tipográfico de la calle del Sordo n.º 11. Su primer número apareció el 2 de enero de 1842 y salía con periodicidad semanal. Sus ejemplares, de cuatro páginas, tenían unas dimensiones de 0,233 x 0,150 m. Se publicó hasta el 28 de agosto de 1842. Según Hartzenbusch se habría publicado también en 1846.
El director y redactor principal fue Joaquín Espín y Guillén. Su contenido incluía, además de biografías de compositores y músicos españoles, también algunas de italianos. Cada mes repartía dos piezas de música de profesores distinguidos, españoles o extranjeros. Hartzenbusch lo considera el primer periódico musical español.